# Perakianus bicolor
Perakianus bicolor là một loài bọ cánh cứng trong họ Melandryidae. Loài này được Blair miêu tả khoa học năm 1931.